# 丹东玄参
丹东玄参（学名：Scrophularia kakudensis）为玄参科玄参属下的一个种。